# HTC Desire
HTC Desire (кодовое имя HTC Bravo, модельный индекс A8181) — коммуникатор компании HTC, работающий на операционной системе Android. Анонсирован 16 февраля 2010 года. Устройство похоже на Nexus One с небольшими отличиями.

## Аппаратное обеспечение
Аппарат оснащён 1 ГГц Qualcomm Snapdragon QSD8250 процессором на архитектуре ARMv7, включает 5-мегапиксельную камеру с автофокусировкой, оптический трекпад, и выступил как одно из первых устройств для рядового потребителя с полноценной полноцветной активной матрицей на органических светодиодах (AMOLED).
В конце второго квартала 2010 HTC приняла решение перевести Desire на дисплеи Super LCD от компании Sony по причине серьёзного дефицита поставок AMOLED панелей. Новый дисплей значительно повысил удобство чтения текста с экрана по причине улучшенного эффективного разрешения экрана, которое критиковалось ранее в оригинальном Desire.
В сравнении с оригинальным AMOLED дисплеем Super LCD обладает более точной передачей цвета и меньшей чувствительностью к выгоранию. Углы обзора и яркость подсветки примерно одинаковы, но по коэффициенту контрастности Super LCD проигрывает.
Утверждалось, что новые AMOLED дисплеи обладают таким же, либо более низким показателем энергопотребления, поскольку тёмные и чёрные пиксели AMOLED дисплеев потребляют малое количество энергии.
Благодаря мощности процессора коммуникатор может проигрывать и записывать HD-видео (720p).

## Программное обеспечение
HTC Desire был выпущен на прилавки с Android 2.1 (кодовое имя «Eclair»). HTC выпустила обновление до Android 2.2 (кодовое имя «Froyo») в следующих числах:
- Западная Европа: 1 августа 2010[2]
- Восточная Европа и Азия: 30 августа 2010[3]
- Япония: 8 октября 2010[4]

1 августа 2011 года компания HTC анонсировала официальное обновление прошивки Android 2.3 Gingerbread для HTC Desire. Данное обновление не совместимо с региональными версиями данной модели в Германии (Telekom Deutschland), Северной Америке, Южной Корее и Японии. Компанией HTC были заявлены рекомендации к обновлению прошивки только продвинутыми пользователями и разработчиками ПО, что сразу сказалось на недовольстве большинства владельцев данной модели смартфона. Данная прошивка не доступна для обновления по интерфейсу Firmware-On-The-Air. В связи с аппаратным ограничением ROM памяти в HTC Desire, Android 2.3 Gingerbread получил ограничение в работе фирменного интерфейса HTC Sense; также были изъяты приложения из стандартного дистрибутива прошивки: фонарик; фирменная игра Teeter, приложение Facebook для Android, стандартные обои для рабочего стола, — которые можно установить отдельно, непосредственно на карту памяти.

## Продажи
Устройство доступно для покупки в России с 9 апреля 2010 года.
Продажи в Канаде начались 6 августа 2010, примерно тогда же — и в Японии. В Турции Vodafone начал продавать HTC Desire в ноябре 2010. В Южной Корее SK Telecom начал продажи в мае 2010, в Сингапуре дата старта продаж была назначена на 14 мая 2010, но провайдеры начали продавать устройства чуть позже. В Китае HTC начала продажи всех четырёх своих флагманских аппаратов 27 июля 2010, но, в отличие от других регионов, на HTC Desire уже был установлен Android 2.2. В Великобритании операторы не справлялись с гигантским спросом в силу извержения исландского вулкана и приостановке части воздушного сообщения с Европой, что привело к многомесячному ожиданию покупателей своих заказов. 16 августа HTC Desire был запущен в продажу в Индии в совместной рекламной кампании с TATA DOCOMO (Tata Teleservices Ltd).

## Награды
CNET UK в своём обзоре от 29 марта 2010 присвоил аппарату 9.2/10.
TechRadar присудил телефону 5 из 5 звёзд, заявив, что это «один из лучших аппаратов, который у них когда-либо бывал», а в своём обзоре «15 лучших телефонов мира» HTC Desire присвоено первое место.
MobileTechWorld отметил, что аппарат довольно хорош и смог ответить как потребностям простых пользователей своим понятным интерфейсом HTC Sense, так и потребностям гиков — в тонкой настройке и доработке на свой вкус.
В списке лучших телефонов 2010 года по версии Mobile-review.com в номинации «Бестселлер» HTC Desire занял третье место.

## Галерея

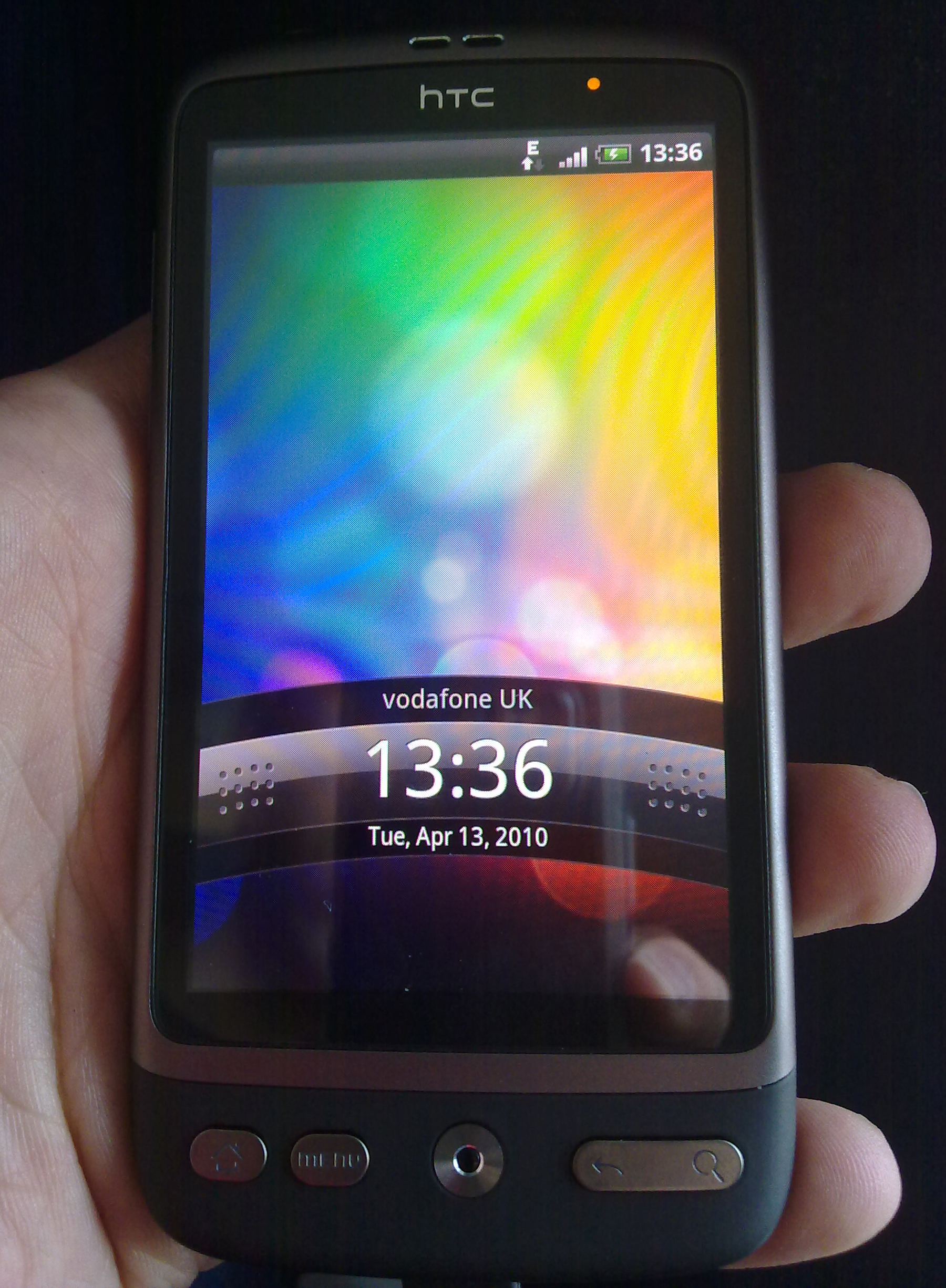
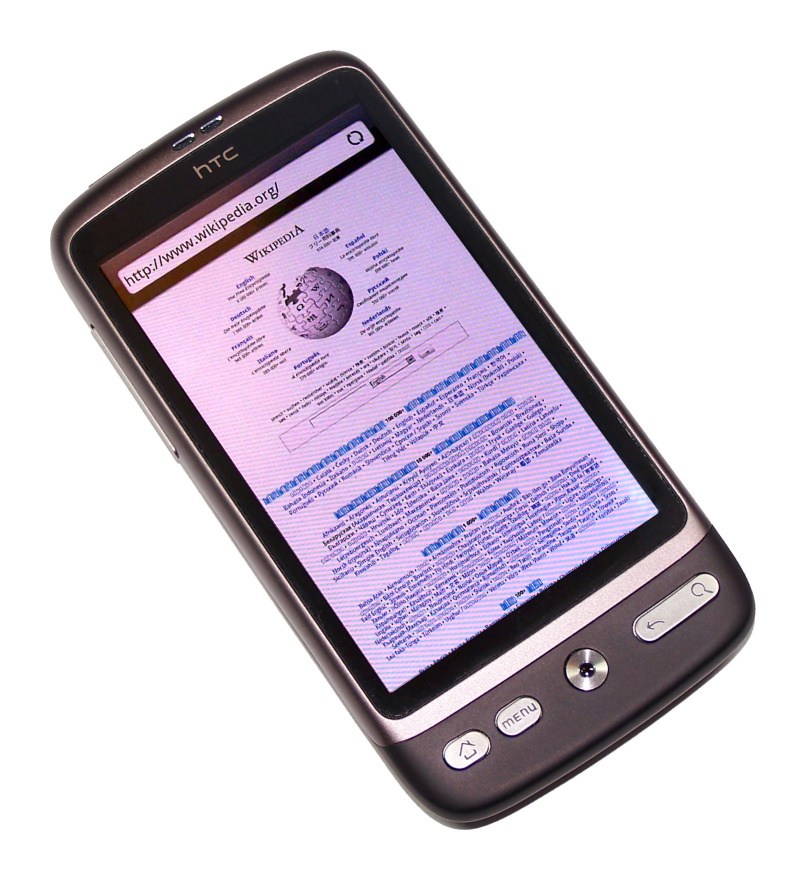
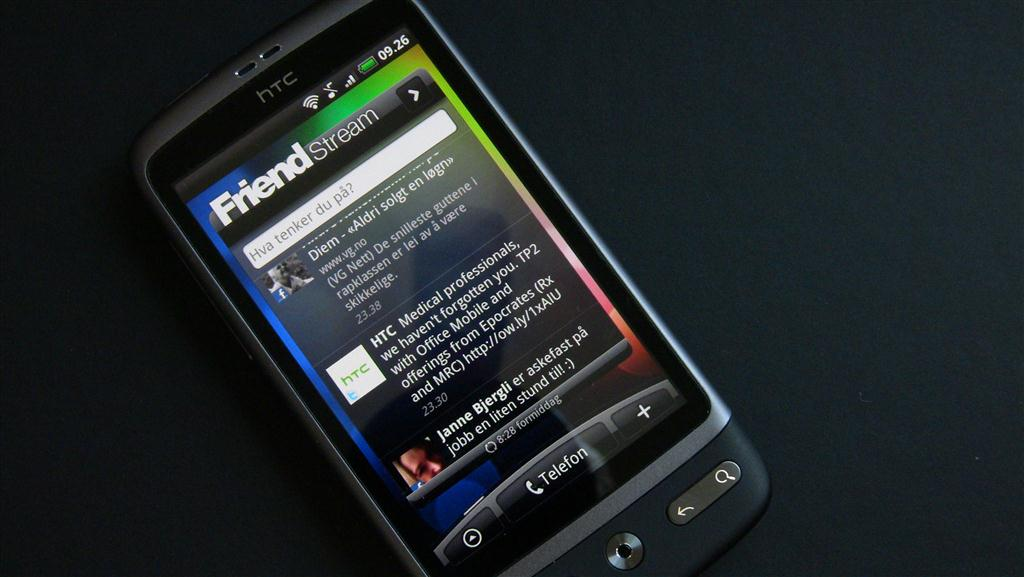

### Обзоры
- Обзор HTC Desire: самый крутой Android уже в России
- Обзор HTC Desire
- Обзор коммуникатора HTC Desire
- Артем Лутфуллин. Обзор GSM/UMTS-смартфона HTC Desire. Mobile-review.com (5 апреля 2010). Дата обращения: 12 декабря 2010. Архивировано из оригинала 14 апреля 2012 года.